# Liste der Naturdenkmale in Crinitzberg
Die Liste der Naturdenkmale in Crinitzberg nennt die Naturdenkmale in Crinitzberg im sächsischen Landkreis Zwickau.

## Definition
„Naturdenkmäler sind rechtsverbindlich festgesetzte Einzelschöpfungen der Natur oder entsprechende Flächen bis zu fünf Hektar, deren besonderer Schutz erforderlich ist
1. aus wissenschaftlichen, naturgeschichtlichen oder landeskundlichen Gründen oder
2. wegen ihrer Seltenheit, Eigenart oder Schönheit.“

„§ 18 – Naturdenkmäler – (zu § 28 BNatSchG)
(1) Die Erklärung nach § 22 Abs. 1 BNatSchG von Teilen von Natur und Landschaft als Naturdenkmal erfolgt durch Rechtsverordnung oder Einzelanordnung.
(2) Über § 28 Abs. 1 BNatSchG hinaus können Naturdenkmäler zur Sicherung von Lebensgemeinschaften oder Lebensstätten von im Bestand gefährdeten oder streng geschützten Arten festgesetzt werden.“

## Liste
Diese Auflistung unterscheidet zwischen Flächennaturdenkmalen (FND) mit einer Fläche bis zu 5 ha (bei Verordnung nach DDR-Recht auch mehr) und Einzel-Naturdenkmalen (ND).
Link zu einem Kartenansichtstool, um Koordinaten zu setzen.
| Bild                          | Bezeichnung              | Lage                                           | Beschreibung | Datum | Nummer       |
| ----------------------------- | ------------------------ | ---------------------------------------------- | --- | ----- | ------------ |
| BW                            | Demmlers Steinbruch      | Obercrinitz (50° 34′ 6,3″ N, 12° 30′ 0,4″ O)   | FND. 8500 m² Fläche. Von 1928 bis 1977 wurde hier im südlichen Bereich des Kirchberger Granitkessels der feinkörnige Biotitgranit abgebaut. Der aufgelassene Steinbruch ist geschützt als störungsarmes Rückzugsgebiet für heimische geschützte Tierarten. Er dient als Amphibienlaichgebiet, unter anderem für Erdkröte, Grasfrosch, Bergmolch, Teichmolch und Kammmolch. | 1999  | Z364.231.005 |
| BW                            | Moosheide                | Obercrinitz (50° 34′ 29,7″ N, 12° 30′ 31,7″ O) | FND. Das 4,2 ha große ausgetorfte ehemalige Regenhochmoor „Im Mooshau“ am Südfuße des Seidelsberg ist ein Kleinbiotop mit typischer Sumpf- und Moorflora. Das anmoorige Gebiet dient als Wasserreservoir und Ansiedlungsgebiet geschützter Pflanzengesellschaften. Nachgewiesen sind Vorkommen von Sonnentau, Berg- und Wohlverleih, Knabenkräuter, Maiglöckchen, Moosbeere, Trunkelbeere und Schlangenwurz. Das einst 1,5 bis 3 m mächtige, aus einer oberen Stechtorfschicht und dem darunter liegenden Streichtorf bestehende Torfvorkommen wurde bis auf geringe Restflächen abgebaut. Dort breiten sich wieder Torfmoose aus. | 1980  | Z364.231.021 |
| BW                            | Erlenbruch am Bummerloch | Bärenwalde (50° 33′ 36,7″ N, 12° 30′ 53,5″ O)  | FND. 18746 m² Fläche. Repräsentativer Erlenbruchwald am südlichen Waldrand des Crinitzbergs. Im Gelände gibt es mehrere Quellbereiche mit Bachläufen und drei eingelagerten, kleineren Teichen. | 2012  | Z364.231.027 |
| mehr Fotos \| Fotos hochladen | Schweden-Fichte          | Obercrinitz (50° 33′ 54,4″ N, 12° 27′ 54,4″ O) | Große Fichte mit kandelaberartig wachsenden Ästen. Ihren Namen verdankt sie der durch Funde bestätigten Überlieferung, dass während des Dreißigjährigen Krieges schwedische Reiter an der sogenannten „Alten Wiese“ lagerten und Gefallene beerdigten. | 1999  |              |
| BW                            | Buche mit Steintafel     | Bärenwalde (50° 33′ 33,3″ N, 12° 32′ 36,9″ O)  | 1907 durch H. Eißmann zur Geburt seines Sohnes gepflanzte Buche. Der Sohn stellte 1982 beim Baum am Wanderweg zwischen Hubertushöhe und den Lochhäusern in der Feldflur die Steintafel mit der Inschrift „H. Eißmann gepfl. 1907“ auf. | 1999  |              |